# Pediobius pseudotsugatae
Pediobius pseudotsugatae är en stekelart som beskrevs av Peck 1985. Pediobius pseudotsugatae ingår i släktet Pediobius och familjen finglanssteklar.
Artens utbredningsområde är Costa Rica. Inga underarter finns listade i Catalogue of Life.